# Даниловка (Приморский край)
Дани́ловка — село в Михайловском районе Приморского края, входит в состав Осиновского сельского поселения.

## География
Село Даниловка находится долине реки Осиновка, на расстоянии 32 км к юго-востоку от села Михайловка, административного центра района.
Дорога к селу Даниловка отходит на юг от автотрассы Осиновка — Рудная Пристань в селе Осиновка (около 8 км). От Даниловки на юг идёт дорога к Боголюбовке (около 9 км) и далее к Раковке (около 20 км).

## Население
| 1900 | 1912 | 1915 | 2002 | 2010 |
| ---- | ---- | ---- | ---- | ---- |
| 389  | ↗638 | ↗728 | ↘600 | ↘523 |

## Улицы
| - ул. Гарнизонная, - ул. Кубанская, - ул. Ленинская, | - ул. Осиновская, - ул. Пролетарская, - ул. Школьная. |

## Экономика
Сельскохозяйственные предприятия Михайловского района.